# Estadio municipal Juan Rojas
El estadio municipal Juan Rojas, conocido comúnmente como Juan Rojas, es un estadio de rugby que se encuentra situado en el barrio de Torrecárdenas, en Almería (España). Fue inaugurado en 1976 con el nombre de estadio Antonio Franco Navarro, y posteriormente el 8 de septiembre de 2018 fue reinaugurado para la práctica del rugby, siendo utilizado en la actualidad solo la grada de preferencia al no poder utilizarse el resto de gradas por problemas estructurales. Su último aforo oficial fue de 13 468 espectadores sentados, tras la eliminación de la fila n.º 1 y la colocación de nuevas butacas en Tribuna y Preferencia, siendo su capacidad original de 16 000 espectadores sentados, aunque en partidos de Primera División llegó a alcanzar un aforo superior a los 20 000 espectadores, utilizando los fondos y la preferencia como localidades de a pie, hoy día prohibidas por la LFP.

## Historia
El actual Estadio Municipal Juan Rojas, debe su construcción al señor Antonio Franco Navarro, expresidente de la Agrupación Deportiva Almería. El estadio, en un primer momento denominado Estadio "Antonio Franco Navarro", se comenzó a construir en el mes de noviembre de 1975. Su capacidad se proyectó para 16 000 espectadores todos sentados y en un primer momento, se pensó que llevara un local social con cafetería, piscina cubierta climatizada, campo de tenis, de baloncesto, gimnasio y parque infantil, pero nada de ello se llevó a buen término.
El terreno de juego que sirvió para levantar el campo se compró el día 18 de diciembre de 1973, siendo realizada la compra por los señores Angel Martínez Rodríguez, Antonio Franco Navarro, Eduardo Más Fernández y Juan Soler Martínez, siendo la parte vendedora Antonio Méndez Salvador. La descripción jurídica de la finca era la siguiente: Se trataba de una finca rústica, trozo de tierra de riego y secano, procedente de la hacienda, sita en los callejones de Huércal, de cabida de 30 hectáreas, 89 áreas y 34 centiáreas. De esta finca se segregó otra de cabida de 1 hectárea, 70 áreas y 60 centiáreas.
El estadio vivió sus momentos de máximo esplendor a principios de la década de los 80, cuando la Agrupación Deportiva Almería militaba en la Primera División de España. El estadio llevó el nombre de su mecenas hasta que en la segunda legislatura democrática del Ayuntamiento de Almería, el Gobierno municipal socialista decidió adquirir el campo. Desde entonces su nombre pasó a ser campo municipal de fútbol. Posteriormente, entre 1990 y 1991, también con el Gobierno socialista, el campo fue remodelado en su interior y además se le instaló un nuevo césped, siendo la obra más emblemática la instalación de una marquesina y asientos en la localidad de Preferencia. Con posterioridad, y debido al fallecimiento del mítico futbolista almeriense Juan Rojas, el campo municipal de fútbol pasó a denominarse campo municipal de fútbol Juan Rojas, por acuerdo del ayuntamiento, denominación que hoy conserva.
El Juan Rojas vería su último partido de fútbol en categorías profesionales el 13 de junio de 2004, el Sporting de Gijón sería el último equipo visitante y la Unión Deportiva Almería el último equipo que actuase como local. Como no pudo ser de otra forma, un campo que tantas alegrías ha dado a sus aficionados, no pudo tener mejor telón de cierre, que una victoria, por 2-1. José Ortiz Bernal “Ortiz” sería el último jugador local que consiguiese un gol, en categoría profesional, en el estadio que lleva el nombre del que fue suegro de su hermano. La temporada siguiente, la UD Almería se trasladó a su nuevo estadio, el Estadio de los Juegos Mediterráneos. 
El Ayuntamiento de la ciudad cede para sus entrenamientos a la Almería el campo municipal de fútbol Juan Rojas, donde además disputa sus partidos oficiales la Almería B, que milita en el grupo cuarto de la Segunda División B de España, así como también lo ha hecho el Club Polideportivo Almería hasta 2007, militando en la Primera provincial de Almería.
En el año 2007 la entidad deportiva del Almería presentó un proyecto del arquitecto Luis Chamizo para construir un complejo deportivo en el lugar donde se sitúa el estadio Juan Rojas con una superficie de 22 000 m² y una inversión de 82 millones de euros, proyecto que nunca se llevó a cabo. El 30 de marzo de 2017 se procedió a la demolición de su fondo norte, con la idea de utilizar estas instalaciones para la práctica del rugby por el equipo Unión Rugby Almería.

## Inauguración
El Estadio se inauguró el 24 de agosto de 1976, con un presupuesto de más de 47 millones de pesetas. El encuentro inaugural enfrentó a la Agrupación Deportiva Almería frente al Athletic Club, ante 16 000 personas, finalizando el encuentro con empate a uno, goles de Gregorio para el Almería y de Dani para los bilbaínos.
Fue re-inaugurado el 9 de mayo de 1991, en un partido amistoso entre la Selección Provincia de Almería y el FC Dinamo Moscú. El resultado fue 2-9 para los visitantes.